# Piper bivalvantherum
Piper bivalvantherum är en pepparväxtart som beskrevs av C. Dc.. Piper bivalvantherum ingår i släktet Piper och familjen pepparväxter. Inga underarter finns listade i Catalogue of Life.